# Martin Truex junior
Martin Lee Truex junior (* 29. Juni 1980 in Mayetta, New Jersey) ist ein ehemaliger US-amerikanischer NASCAR-Rennfahrer. Truex gewann die Meisterschaft in der Busch Series in den Jahren 2004 und 2005, sowie 2017 die Meisterschaft in der Monster Energy NASCAR Cup Series.

## Karriere

### Frühe Jahre
Truex’ Vater Martin senior ist ein ehemaliger Champion in der Busch North Series, erfolgreicher Fahrer von stark modifizierten Tourenwagen, sogenannten „Modifieds“, und ehemaliger Fahrer in der Busch Series. Truex junior begann als Rennfahrer im Jahre 2000 in der Busch North Series und gewann in drei Jahren insgesamt drei Rennen für das familieneigene Rennteam.
Sein erstes Rennen in der Busch Series absolvierte Truex junior in der Saison 2001 auf dem Dover International Speedway im Chevrolet seines Vaters mit der Startnummer 56. Er startete von Platz 19, beendete das Rennen aufgrund eines Unfalls in der frühen Phase des Rennens auf Platz 38. In der Saison 2002 fuhr er ein Rennen für Phoenix Racing auf dem New Hampshire International Speedway, das er von Startplatz 13 begann und auf Platz 29 beendete. Danach fuhr er noch drei Rennen für das Team seines Vaters mit einem 17. Platz in Dover als bestes Ergebnis.

### NASCAR

#### Nationwide Series

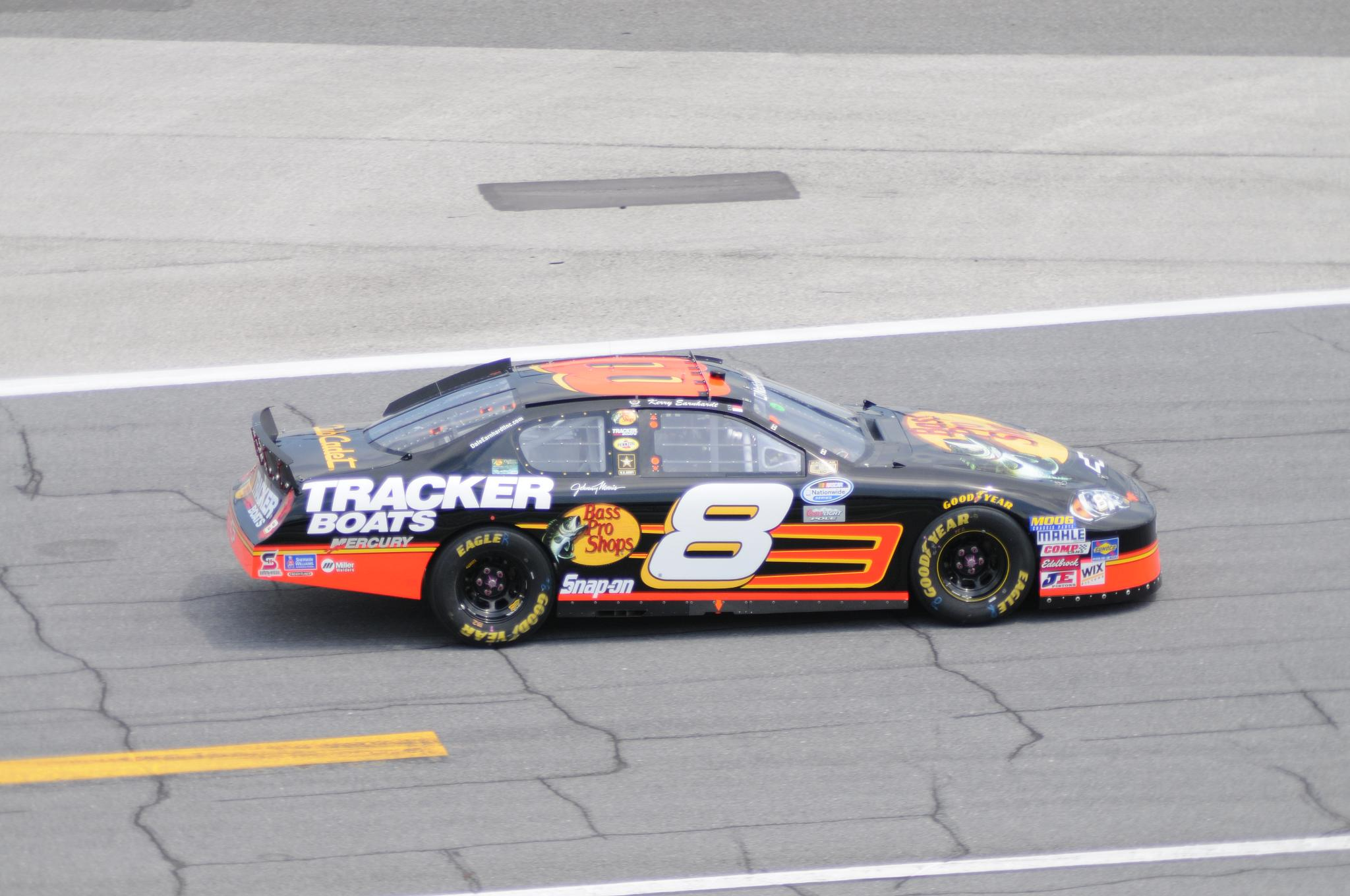
Truex 2008 in Daytona

Die Saison 2003 begann er als Pilot in der Busch Grand National Series im Team seines Vaters, bevor er von Dale Earnhardt junior unter Vertrag genommen wurde, um den Chevrolet mit der Startnummer 81 für sein Team Chance 2 Motorsports zu fahren. Sein Debüt für Chance 2 absolvierte Truex junior auf dem Richmond International Raceway, wo er sich als Sechster qualifizierte und insgesamt elf Runden das Rennen anführte. Aufgrund eines Getriebeproblems beendete er das Rennen auf Platz 31. Den Rest der Saison fuhr er zur Hälfte für seinen Vater und für Chance 2 mit Ausnahme des Rennens in Dover, wo er für Stanton Barrett an den Start ging. Nach einem sechsten Platz auf dem Bristol Motor Speedway beendete Truex die Saison mit zwei aufeinanderfolgenden zweiten Plätzen. Insgesamt absolvierte er zehn Rennen in der Saison 2003.
Im darauffolgenden Jahr fuhr Truex junior die komplette Saison für das Team von Earnhardt junior Auf dem Bristol Motor Speedway holte er sich den ersten Sieg seiner Karriere und gewann in den nächsten sieben Rennen drei weitere. Darunter war ein Sieg auf dem Talladega Superspeedway und beim letzten Rennen von NASCAR auf dem Nazareth Speedway. Nach letztgenanntem übernahm Truex junior die Führung in der Meisterschaft, verlor sie aber wenige Rennen später an Kyle Busch. Aufgrund einer Serie von Top-5- und Top-10-Ergebnissen in der zweiten Saisonhälfte übernahm er wieder die Führung in der Meisterschaft und holte sich am Ende der Saison den Titel. Zusätzlich ersetzte er Dale Earnhardt junior für ein Rennen im Nextel Cup af dem Atlanta Motor Speedway, nachdem dieser sich bei einem Unfall bei einem Sportwagenrennen Verbrennungen zugezogen hatte. Er startete als 33. und beendete das Rennen auf Platz 37.
In der Saison 2005 ging er erneut in der Busch Series an den Start und verteidigte seinen Titel. Dabei gewann Truex junior das erste Rennen von NASCAR in Mexiko sowie die Rennen in Talladega und Dover. Seinen ersten Sieg auf dem Daytona International Speedway erzielte er am 1. Juli 2005.

#### Sprint Cup
Im Jahre 2006 trat Truex junior zum ersten Mal für eine komplette Saison mit dem von Bass Pro Shops gesponserten Chevrolet mit der Startnummer 1 für Dale Earnhardt, Inc. im Nextel Cup an. Fünf Rennen beendete er in den Top 10 und die Saison als 19. in der Meisterschaft. Als zweifacher Champion in der Busch Series wurde er als ein echter Herausforderer im Nextel Cup angesehen, allerdings verlief die Saison schlechter als erwartet. In der Wertung des Rookie of the Year landete er hinter Denny Hamlin und Clint Bowyer nur auf den dritten Platz. Mit Platz 19 in der Meisterschaft landete er dennoch ein respektables Ergebnis für einen Neuling. Neben seinem Engagement im Nextel Cup ging Truex junior auch noch an sechs Rennen in der Busch Series für Earnhardt an den Start und siegte in Talladega.
Am 19. Mai 2007 gewann Truex junior das Nextel All-Star Open und sicherte sich einen Startplatz in der Nextel All-Star Challenge, welche er als Zehnter beendete. Am 4. Juni 2007 holte er sich beim Autism Speaks 400 seinen ersten Sieg im Nextel Cup mit einem Vorsprung von über sieben Sekunden vor dem Trainingsschnellsten Ryan Newman. Truex junior führte 219 von den insgesamt 400 Runden des Rennens an. Mit diesem Sieg verbesserte er sich in der Meisterschaft auf Platz 13. Mit einem dritten Platz auf dem Pocono Raceway und einem zweiten Platz auf dem Michigan Speedway sicherte er sich in seinem zweiten Jahr im Nextel Cup die Teilnahme am Chase for the Nextel Cup. Am 4. November 2007 im Dickies 500 auf dem Texas Motor Speedway startet er erstmals in seiner Nextel-Cup-Karriere von der Pole-Position.
Mitte der Saison 2008 wurden Truex wegen eines nicht regelkonformen Fahrzeugs 150 Punkte abgezogen, was einen Rückschlag im Rennen um den Chase bedeutete. Er beendete die Saison ohne Sieg auf Platz 15. Am Ende der Saison 2009 belegte er Platz 23 in den Punkten. Nur einmal gelang es ihm, ein Rennen in den Top 5 zu beenden.
Saison 2010 wechselte Truex zu Michael Waltrip Racing.
Am 17. Oktober 2013 wurde bekanntgegeben, dass Truex jr. zu Furniture Row Racing wechselt. In der Saison 2015 schaffte er es, sich mit seinem Furniture Row Chevy nicht nur für den Chase, sondern auch für das Finale in Homestead zu qualifizieren. Somit kämpfte er mit seinem Ein-Wagen-Team um den Sprint-Cup-Titel 2015. Er beendete die Saison mit einem Sieg und dem 4. Platz in der Gesamtwertung, nur 11 Punkte vom Meister Kyle Busch entfernt.
2016 beendete er das Daytona 500 mit nur 0.011 Sekunden Rückstand auf Danny Hamlin auf Platz 2, dies war der knappste Zieleinlauf in der Geschichte des Rennens. Nachdem er bei mehreren Rennen lange in Führung gelegen war, gelang ihm der erste Sieg der Saison, als er das Coca-Cola 600 dominierte und mit 392 von 400 Führungsrunden einen neuen Rekord aufstellte. Im September gewann er in Darlington, sodass 2016 die erste Saison wurde, in der Truex 2 Siege erringen konnte. Später gewann er noch auf dem Chicagoland Speedway und dem Dover International Speedway, nach einem Motorschaden in Talladega schied er jedoch aus dem Chase aus. Obwohl er in dieser Saison mehr Führungsrunden als jeder andere Fahrer sammelte, beendete er sie nur auf dem elften Platz.
2017 beendete Truex nach 8 Siegen und 19 Top-5-Ergebnissen die Monster Energy NASCAR Cup Series als Champion. Damit ist Truex nach Bobby Labonte, Brad Keselowski, Kevin Harvick und Kyle Busch der insgesamt fünfte Fahrer, der den Titel sowohl in der Busch/Nationwide/Xfinity- als auch in der Cup-Serie für sich entscheiden konnte sowie der sechste Cup-Series-Champion aus dem Norden der Vereinigten Staaten nach Bill Rexford, Alan Kulwicki, Tony Stewart, Matt Kenseth und Keselowski.
Auch 2018 und 2019 qualifizierte sich Truex mit vier bzw. sieben Saisonsiegen für die Championship 4, unterlag jedoch Joey Logano bzw. Kyle Busch. 2020 liegt Truex nach neun Saisonrennen mit zwei sechsten Plätzen als bisher beste Resultate auf dem sechsten Gesamtrang.